# Valbois
Valbois is een gemeente in het Franse departement Meuse (regio Grand Est) en telt 111 inwoners (2009).
De gemeente maakt deel uit van het arrondissement Commercy en sinds 22 maart 2015 van het kanton Saint-Mihiel. Daarvoor hoorde het bij het op die dag opgeheven kanton Vigneulles-lès-Hattonchâtel.

## Geografie
De oppervlakte van Valbois bedraagt 16,6 km², de bevolkingsdichtheid is dus 6,7 inwoners per km².
De onderstaande kaart toont de ligging van Valbois met de belangrijkste infrastructuur en aangrenzende gemeenten.

## Demografie
Onderstaande figuur toont het verloop van het inwonertal (bron: INSEE-tellingen).

Apremont-la-Forêt · Beney-en-Woëvre · Bislée · Bouconville-sur-Madt · Broussey-Raulecourt · Buxières-sous-les-Côtes · Chaillon · Chauvoncourt · Dompierre-aux-Bois · Han-sur-Meuse · Heudicourt-sous-les-Côtes · Jonville-en-Woëvre · Lachaussée · Lacroix-sur-Meuse · Lahayville · Lamorville · Loupmont · Maizey · Montsec · Nonsard-Lamarche · Les Paroches · Rambucourt · Ranzières · Richecourt · Rouvrois-sur-Meuse · Saint-Maurice-sous-les-Côtes · Saint-Mihiel · Seuzey · Troyon · Valbois · Varnéville · Vaux-lès-Palameix · Vigneulles-lès-Hattonchâtel · Xivray-et-Marvoisin
1. ↑  Populations de référence 2022.